# Schwäbische Dichterschule
Die Schwäbische Dichterschule war ein relativ lockerer Zusammenschluss von Dichtern, der sich 1805–1808 an der Universität Tübingen um Justinus Kerner und Ludwig Uhland gebildet hatte.
Man rechnet zu ihr auch Karl Heinrich Gotthilf von Köstlin, Eduard Mörike, Gustav Schwab, Karl August Varnhagen von Ense und Wilhelm Hauff, Rosa Maria und David Assing. Von den Personen her ergeben sich Überschneidungen mit dem Seracher Dichterkreis, dem auch Nikolaus Lenau, Graf Alexander von Württemberg und Hermann Kurz angehörten, der sich aber erst später zusammenfand.
Literarische Berühmtheit erlangte diese Gruppe, die so einheitlich gar nicht war, durch Heinrich Heines Angriffe auf sie in seinem Schwabenspiegel. Er rechnete, um besser polemisieren zu können, auch Karl Mayer dazu, der dann später aber auch dem Seracher Dichterkreis zugehörte.

## Programmatik
Justinus Kerner verfasste 1839 ein gleichnamiges Gedicht.
Die schwäbische Dichterschule
Wohin soll den Fuß ich lenken, ich, ein fremder Wandersmann,

Daß ich eure Dichterschule, gute Schwaben, finden kann?

Fremder Wanderer! o gerne will ich solches sagen dir:

Geh durch diese lichte Matten in das dunkle Waldrevier,

Wo die Tanne steht, die hohe, die als Mast einst schifft durchs Meer;

Wo von Zweig zu Zweig sich schwinget singend lust'ger Vögel Heer;

Wo das Reh mit klaren Augen aus dem dunkeln Dickicht sieht

Und der Hirsch, der schlanke, setzet über Felsen von Granit;

Trete dann aus Waldes Dunkel, wo im goldnen Sonnenstrahl

Grüßen Berge dich voll Reben, Neckars Blau im tiefen Tal;

Wo ein goldnes Meer von Ähren durch die Ebnen wogt und wallt,

Drüber in den blauen Lüften Jubelruf der Lerche schallt;

Wo der Winzer, wo der Schnitter singt ein Lied durch Berg und Flur:

Da ist schwäb'scher Dichter Schule, und ihr Meister heißt – Natur!

## Literarische Fehde mit Heinrich Heine
1833 erschien Heines Abhandlung Zur Geschichte der neueren schönen Literatur in Deutschland, 1836 schließlich unter dem Titel Die romantische Schule eine erweiterte Ausgabe. Heine zeichnet darin ein äußerst ambivalentes Bild von Ludwig Uhland, das zwischen Würdigung, literaturhistorischer Einordnung und Historisierung schwankt.
Auf Vorschlag von Adelbert von Chamisso sollte für den Musenalmanach 1837 ein Titelporträt Heinrich Heines aufgenommen werden. Daraufhin kündigte Gustav Schwab an, seinen Beitrag für die Ausgabe zurückzuziehen. Weitere Dichter der Schule wie der bayerische König Ludwig I. taten es ihm gleich. Heine erfuhr 1836 in einem Brief von der Reaktion seiner Dichterkollegen. Das schäbige Verhalten trug dazu bei, dass Joseph von Eichendorff, der bereits in der Vergangenheit seine Gedichte dort veröffentlichen ließ, dreizehn neue Gedichte zum Druck ablieferte.
1837 wurde Heines Über den Denunzianten gedruckt. 1838 veröffentlichte Gustav Pfizer den Aufsatz Heines Schriften und Tendenz im ersten Heft der Deutschen Vierteljahrsschrift. Pfizers Vorwurf gegen die vermeintlich mangelnde Tiefe in Heines Gedichte entsprach dem antisemitischen Topos mangelnder Schöpferkraft und Individualität, wie es bereits Clemens Brentano und Achim von Arnim formuliert hatten.
In seinem 1838 erschienenen Schwabenspiegel unterstellt Heine den Mitgliedern Provinzialität und Borniertheit, die in Schwaben bereits zur Vertreibung all ihrer Größen, namentlich Friedrich Schiller, Friedrich Wilhelm Joseph Schelling, Georg Wilhelm Friedrich Hegel, aber auch David Friedrich Strauß geführt habe. Gustav Schwab billigt er zwar Talent im Dichten von Balladen zu, aber ein Vergleich mit Schiller verbiete sich. Karl Mayer alias Carolus Magnus wird als Ideal der schwäbischen Dichterschule vorgeführt. Justinus Kerner, dem er einige Verdienste zugesteht, verspottet er wie den österreichischen Dichter Nikolaus Lenau, ohne wiederum dessen Renommee zu verschweigen. Wolfgang Menzel wird als verlogener wie weinerlicher Zeitgenosse präsentiert. Gustav Pfizer, dessen Prosa wie Lyrik wertlos sei, gilt neben Menzel die größte Aufmerksamkeit. Die Übersetzungen Pfizers lässt Heine ebenfalls nicht gelten. Dafür würde er gerne die Rolle des Henkers am Old Bailey übernehmen und Pfizer hinrichten. Für Uhland gebraucht er das Bild des spanischen Ritters Cid, der trotz aller Verletzungen auf sein Pferd gebunden wurde, um die Truppen gegen die Feinde anzuführen. Wie einst der Ritter werde Uhland trotz versiegender Produktivität gegen die Gegner der Schwäbischen Dichterschule ausgeschickt. Schwab widmete 1838 Heine das Gedicht Die versunkene Stadt, das mit teils versöhnlichen Versen endet. Heine erfuhr erst Jahre später davon.
Danach verlor der Streit an Bedeutung, wenngleich der Dichter die teils antisemitische Invektive nicht vergaß und bis zum Lebensende die Dichterschule immer wieder angriff. Später revidierte er seine teils höhnischen Äußerungen dahingehend, dass er mit Menzel und Karl Mayer die Falschen angegriffen hätte, darüber er gerade Schwab als schweigsamen Judenfeind vergaß. Heine nahm das antisemitische Motiv, welches mit dem Patriotismus wie der Verherrlichung des Ländlichen Hand in Hand ging, bereits sehr früh wahr, weshalb er ähnlich wie in der Platen-Affäre nach dem Angriff nicht durch eigene Zurücknahme deeskalierte, sondern sich mit aller Schärfe gegen die Schwäbische Dichterschule behauptete. Der Anlass, die Kritik an Uhland, wurde von Heine hierbei stets beibehalten, um die mittelmäßigen Adepten durch ihre persönliche Anteilnahme an der Kritik und deren Reaktionen als dergleiche vorzuführen. Uhland selbst zog das Schweigen vor und äußerte sich im Gegensatz zu Schwab, Pfizer oder Mörike bezüglich der Person Heine nicht antisemitisch.
In seinem Versepos Atta Troll, erschienen 1843/44, griff er im 22. Kapitel erneut zahlreiche Vertreter der Schule an. Der Erzähler kehrt in der Hütte der Hexe Uraka ein. Dort findet er einen dicken Mops, der sich in einer aussichtslosen Lage befindet. Dieser wäre gerne bei Karl Mayer, den Blümelein und Metzelsuppen geblieben und vermisst das Kochen von Nudeln in Stuttgart. Auf Rat des Christoph Friedrich Karl von Kölle und mit einem Empfehlungsschreiben Justinus Kerners ausgestattet, kam er zu der Hütte. Der Hund hält viel von seiner Tugend, gehört der Dichterschule Schwabens an und ist kein frivoler Goetheaner. Die Muse der Schule sei die Sittlichkeit und sie trage vom „dicksten Leder Unterhosen“. Zwar mögen andere Dichter Geist, Fantasie oder Leidenschaft haben, aber nicht die Tugend. Nachdem er die Hexe abwies, wurde er von ihr zum Mops verwandelt. Er könne erlöst werden, wenn eine Jungfrau Gustav Pfizers Gedichte, ohne die Augen zu verschließen, vorlesen könne. Der Erzähler bedauert, dass er keine sei, doch gerade das letztere ist ihm unmöglich zu erfüllen, sodass er bis zum jüngsten Tag ein Hund bleiben müsse.
1844 erschien in Heines Neuen Gedichten unter Verschiedenes erneut das Gedicht Der Tannhäuser. Es wurde im selben Jahr wie die Romantische Schule im dritten Band seiner Salons veröffentlicht. Darin kehrt der sagenhafte Ritter Tannhäuser zum Venusberg zurück und berichtet seiner Liebe folgendes aus Schwaben:
In Schwaben besah ich die Dichterschul,

Gar liebe Geschöpfchen und Tröpfchen!

Auf kleinen Kackstühlchen saßen sie dort,

Fallhütchen auf den Köpfchen.
Noch in seinem aus dem Nachlass stammenden Gedicht Der Scheidende reflektiert Heine seinen Zustand in der Matratzengruft zu den Spießern.
Der kleinste lebendige Philister

Zu Stukkert am Neckar, viel glücklicher ist er

Als ich, der Pelide, der tote Held,

Der Schattenfürst in der Unterwelt.

## Wirkung
Der Konflikt zwischen einer progressiven Literatur, welche den politischen und sozialen Diskurs ihrer Zeit wiedergibt und prägt, sowie einer konservativen Dichtung, die eine kaum wandelbare Landschaften als gesellschaftliches Gegenprogramm inszeniert, wurde prägend für nachfolgende Auseinandersetzungen in der deutschen Literatur. Richtete sich der Protest der frühnaturalistischen Autoren anfangs noch gegen die Durchsetzung kapitalistischer Vermarktungsstrategien, bürgerlichen Geschmackstendenzen und Sittlichkeitsvorstellungen, wurde  seitens konservativer Kräfte nach der Gründerkrise erneut auf die Imagination von stillen, zumeist märchenhaften, mystischer und teils heidnischer Landschaften zwecks Transzendierung gesellschaftlicher Konflikte gesetzt. Nach 1918 verschärfte sich der Konflikt im Streit zwischen völkisch-national gesinnten Autoren und zumeist linksbürgerlicher Autoren. Heines Vorgängerschaft wurde seitens progressiver wie konservativ-revolutionärer Kräfte anerkannt.